# Let Love In
För albumet av Goo Goo Dolls, se Let Love In (Goo Goo Dolls-album).
Let Love In släpptes 1994 och är det åttonde studioalbumet från Nick Cave & The Bad Seeds.

## Låtlista
1. Do You Love Me?
2. Nobody's Baby Now
3. Loverman
4. Jangling Jack
5. Red Right Hand
6. I Let Love In
7. Thirsty Dog
8. Ain't Gonna Rain Anymore
9. Lay Me Low
10. Do You Love Me? (Part 2)

## Medverkande artister
Nick Cave (sång, piano, elpiano, orgel, tamburin, klockspel, oscillator, låtskrivande)
The Bad Seeds:
Mick Harvey (bakgrundssång, gitarr, orgel, trummor, klockspel, tamburin, shaker, låtskrivande)

Blixa Bargeld (gitarr)

Conway Savage (orgel)

Martyn P. Casey (basgitarr, låtskrivande)

Thomas Wydler (trummor, låtskrivande)
Övriga:
Warren Ellis (fiol)

Spencer P. Jones (bakgrundssång)

Tex Perkins (bakgrundssång)

Rowland S. Howard (bakgrundssång)

Robin Casinder (fiol)

Donna McEvitt (bakgrundssång)

## B-sidor & covers
Do You Love Me? var första singel, med Cassiel's Song och Sail Away som b-sidor. Videon gjordes av John Hillcoat.

Nobody's Baby Now har släppts som promosingel i USA, med I Let Love In som b-sida. 

Loverman släpptes med varierande b-sidor. B-side är en, (I'll Love You) Till The End Of The World en annan. Videon gjordes av John Hillcoat.

Red Right Hand har släppts med That's What Jazz Is To Me och i vissa pressningar Where The Action Is som b-sidor. Videon gjordes av Jesse Dylan.

Red Right Hand har gjorts i två nytappningar, till filmerna Scream 2 och Scream 3. Låten släpptes även som en del i Arxiv X-soundtracket. Den dyker också upp bland annat i filmen Dum & Dummare. Flera covers har gjorts på låten.
Metallica har gjort en välkänd cover av Loverman på albumet Garage Inc.; Martin L. Gore (från Depeche Mode) gjorde en på soloalbumet Counterfeit 2.
Ed Kuepper har gjort en cover av Do You Love Me? på albumet Exotic Mail Order Moods.

## Kuriosa
Nick Cave själv säger inte sällan att Nobody's Baby Now är en av de egna låtar han tycker mest om.
Jesse Dylan, som gjorde videon till Red Right Hand, är son till Bob Dylan.
Då Loverman spelats live har Nick alltid sjungit "M is for Molest me", istället för "M is for Murder me".
Samtliga i bandet deltog i skrivandet av B-side, alla utom Blixa och Martyn Casey i skrivandet av That's What Jazz Is To Me.
Titeln Red Right Hand är en referens till boken Det förlorade paradiset av John Milton.